# 鎂菱鐵閃石
鎂菱鐵閃石（英語：Magnesiocummingtonite）是角閃石礦物系列的菱鐵閃石-鐵閃石固溶系列的富含鎂的終礦物，具成分為：(Mg)7Si8O22(OH)2。
鎂菱鐵閃石被認為是一種富含鎂的菱鐵閃石，其中 Fe2+ 和Mn2+替代了一些晶體結構中的鎂Mg。
根據手標本可能很難區分菱鐵閃石和其富含鎂的品種。 但折射率、比重和對磁場的吸引力程度，隨著Fe含量的增加而增加。